# Thoiry (Savoia)
Thoiry è un comune francese di 451 abitanti situato nel dipartimento della Savoia nella regione dell'Alvernia-Rodano-Alpi.

## Società

### Evoluzione demografica
Abitanti censiti